# Calle Larga
Calle Larga är en kommun i Chile.   Den ligger i provinsen Provincia de Los Andes och regionen Región de Valparaíso, i den södra delen av landet, 60 km norr om huvudstaden Santiago de Chile.
Omgivningarna runt Calle Larga är i huvudsak ett öppet busklandskap. Runt Calle Larga är det mycket tätbefolkat, med 1 177 invånare per kvadratkilometer.